# FSG Centro Universitário da Serra Gaúcha
Fundada em 1999, a FSG - Centro Universitário da Serra Gaúcha é uma instituição de ensino superior com sede em Caxias do Sul, que conta com cursos de graduação e pós-graduação. Possui diversos prêmios e reconhecimentos como Instituição Socialmente Responsável, Top de Marketing ADVB-RS, Empresa Amiga da Cultura, Comenda 100 Anos de Amizade e Troféu Destaque Caxias.[carece de fontes?]